# Tipulamima flavifrons
Tipulamima flavifrons là một loài bướm đêm thuộc họ Sesiidae. Nó được biết đến ở Gabon.